# 兵庫県道291号奥野々氷上線
兵庫県道291号奥野々氷上線（ひょうごけんどう291ごう おくののひかみせん）は、兵庫県丹波市を通る一般県道である。

## 概要
丹波市山南町奥野々から丹波市氷上町上成松に至る。

### 路線データ
- 起点：丹波市山南町奥野々（兵庫県道86号多可柏原線交点）
- 終点：丹波市氷上町上成松（京都府道・兵庫県道109号福知山山南線交点）
- 総延長：9.873 km

## 路線状況
途中、丹波市柏原町石戸から大新屋の間は幅員狭小で荒れ果てており事実上の不通区間だが、地図やカーナビには普通の県道のように表示されていることがあるので注意を要する。

### 重複区間
- 兵庫県道290号稲畑柏原線（丹波市柏原町大新屋 - 丹波市柏原町北山・新井小学校北交差点）
- 国道175号（丹波市氷上町稲継）

### 道路施設

#### 橋梁
- 小橋（柏原川、丹波市、国道175号重複区間内）
- 本郷橋（加古川、丹波市）
- 犬岡橋（葛野川、丹波市）

## 地理

### 通過する自治体
- 丹波市

### 交差する道路
| 交差する道路                         | 交差する場所 | 交差する場所       |
| ------------------------------------ | ------------ | ------------------ |
| 兵庫県道86号多可柏原線               | 山南町奥野々 | 起点               |
| 兵庫県道290号稲畑柏原線 重複区間起点 | 柏原町大新屋 |                    |
| 兵庫県道290号稲畑柏原線 重複区間終点 | 柏原町北山   | 新井小学校北交差点 |
| 国道175号 重複区間起点               | 氷上町稲継   |                    |
| 国道175号 重複区間終点               | 氷上町稲継   |                    |
| 京都府道・兵庫県道109号福知山山南線  | 氷上町上成松 | 終点               |

### 沿線
- 丹波市立新井小学校